# مالا لوسنیتسه

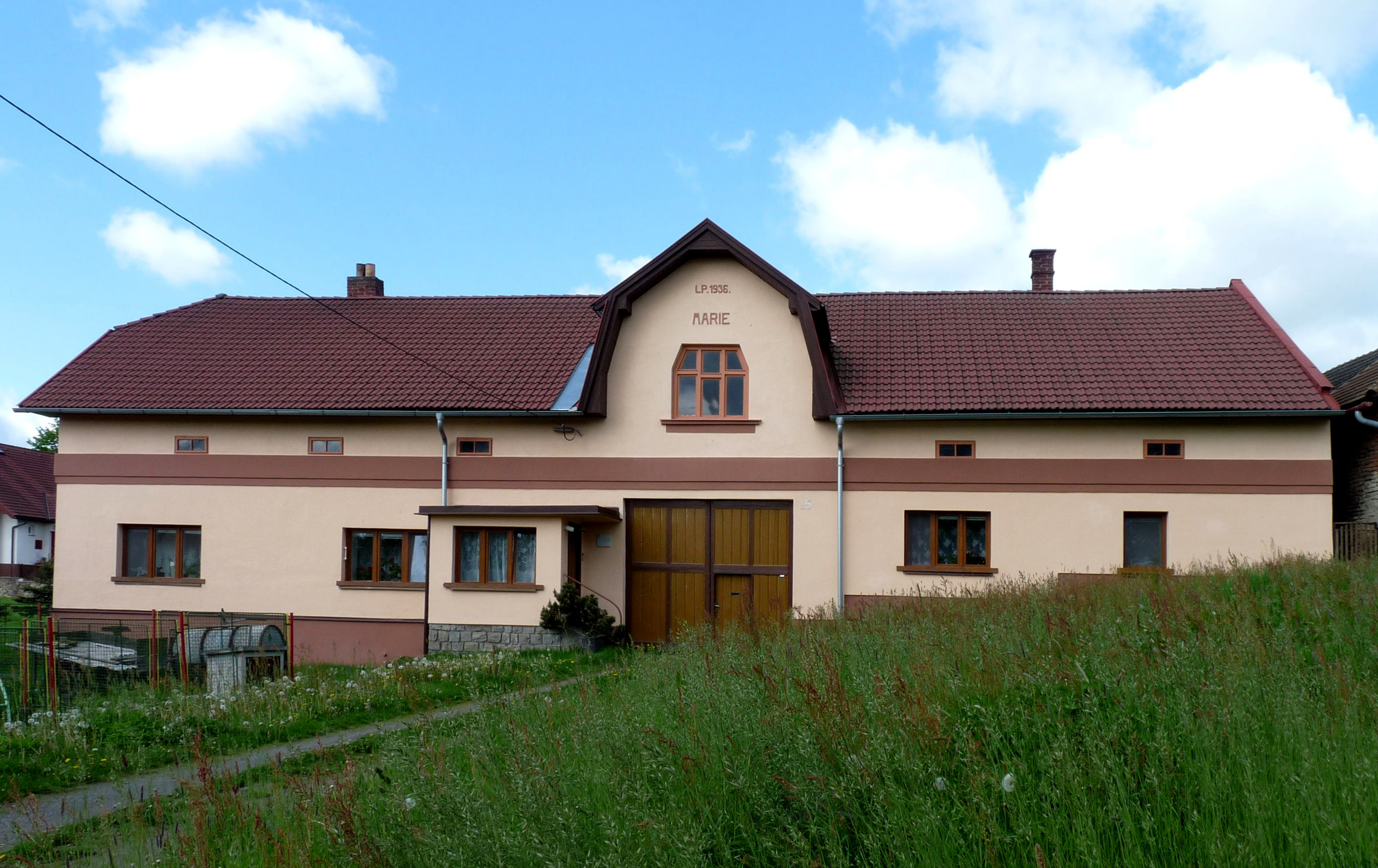
نمای یک ساختمان در در منطقه مالا لوسنیتسه

مالا لوسنیتسه (به چکی: Malá Losenice) یک منطقهٔ مسکونی در جمهوری چک است که در ناحیه ژدار ناد سازاووو واقع شده‌است. مالا لوسنیتسه ۷٫۶۴ کیلومتر مربع مساحت و ۲۹۲ نفر جمعیت دارد و ۵۸۲ متر بالاتر از سطح دریا واقع شده‌است.